# École supérieure d'ingénieurs des travaux de la construction de Metz
L’École Supérieure d’Ingénieurs des Travaux de la Construction de Metz, ou ESITC Metz, est l'une des 204 écoles d'ingénieurs françaises accréditées au 1er septembre 2020 à délivrer un diplôme d'ingénieur.
Située à Metz, elle forme en cinq ans après le baccalauréat des ingénieurs spécialisés dans le BTP.

## Historique
L'ESITC de Metz est créé en 1992 par Marcel Poinsignon à la demande des entreprises du BTP.
En 2020, elle compte plus de 1000 anciens élèves, est reconnue EESPIG, est habilitée par la CTI, fait partie du programme Erasmus+, est membre de l'Union des grandes écoles indépendantes et est reconnue par l'Etat

## Cursus
L'ESITC de Metz prépare aux métiers du BTP en 5 ans mais peut recruter par exemple des élèves issus de DUT Génie civil (en troisième année) ou bien des élèves ayant d'ores et déjà suivi un an de classes préparatoires aux grandes écoles (en première année).
Après le BAC, le recrutement en première année se fait via la plateforme ParcourSup sur dossier et entretien individuel.
La troisième année peut s'effectuer sous statut d'apprenti ou d'étudiant.
En cinquième année les élèves-ingénieurs ont à choisir entre une spécialisation Bâtiment ou une spécialisation Travaux publics.
Pendant leurs études au sein de cette école, les étudiants bénéficient d'un corps enseignant composé à 65 % de professionnels du BTP.

## Une école parrainée
L'ESITC de Metz a été créée à la demande des entreprises et jouit chaque année du parrainage d'une entreprise du domaine du BTP.
| 2017-2018 | 2018-2019 | 2019-2020 2020-2021 |
| --------- | --------- | ------------------- |
| COLAS     | BOUYGUES  | Groupe NGE          |

## École
L'école se situe sur le site du Technopôle de Metz, un quartier universitaire et économique comptant un centre d'affaires, une université américaine, un campus Centrale Supélec, un lac, un golf, des résidences universitaires, des IUT, l'Ecole Nationale d'Ingénieurs de Metz, un campus ENSAM, etc.

## Pour approfondir
En France, les ESITC sont au nombre de 3 :
- École supérieure d'ingénieurs des travaux de la construction de Metz
- École supérieure d'ingénieurs des travaux de la construction de Paris